# Albert Rigaudière
Pour les articles homonymes, voir Rigaudière.
Albert Rigaudière, né le 7 juin 1938 à Saint-Chamant, est un historien français du droit.
Professeur émérite de l'Université de droit Paris II Panthéon-Assas, il est membre de l'Académie des inscriptions et belles-lettres depuis le 17 mars 2000.

## Biographie

### Formation
Albert Rigaudière est licencié ès lettres (1964), diplômé de l'Institut d'études politiques de Paris (section service public, 1963), diplômé de l'École pratique des hautes études (IVe section, 1972), docteur en droit (histoire du droit, 1971) et agrégé des facultés de droit (histoire du droit et droit romain, 1974).

### Carrière
Albert Rigaudière a d'abord été maître de conférences agrégé, puis professeur sans chaire (1977) à la Faculté de droit de l'Université de Rouen puis de 1979 à 1982 professeur de 1re classe à la Faculté de droit de Saint-Maur-Université de Paris XII. Enfin, il est depuis 1982 professeur à l'Université Paris II Panthéon-Assas où il préside de 1988 à 1995 la section d'histoire du droit.
Il est membre permanent de l'Institut d'histoire du droit.
Il siège au Comité des travaux historiques et scientifiques (Section d'Histoire médiévale et de philologie), au Conseil scientifique de l'École nationale des chartes, au Comité pour l'histoire économique et financière de la France (Bercy), au Conseil d'administration de l'Association française pour l'histoire de la justice, au Conseil scientifique pour la construction du nouveau centre des Archives de France à Villepinte, au Conseil supérieur des Archives de France (Archives notariales) et au Comité d'Histoire de la ville de Paris (Mairie de Paris).

## Publications
- Les finances de Reims à la fin de l'Ancien Régime, 2008  (ISBN 2-11-094610-5).
- Pouvoirs et institutions dans la France médiévale, 2 volumes (en collaboration), 2003  (ISBN 2-200-26500-X).
- Monnaie, fiscalité et finances au temps de Philippe Le Bel , 2007  (ISBN 2-11-095382-9).
- Introduction historique à l'étude du droit et des institutions, Economica, 2006  (ISBN 2-7178-5258-1).
- Penser et construire l'État dans la France du Moyen Âge (XIIIe – XVe siècle), Paris, Comité pour l'histoire économique et financière de la France, coll. « Histoire économique et financière de la France. Série Animation de la recherche », 2003, 785 p. (ISBN 2-11-092605-8, présentation en ligne, lire en ligne).
- Gouverner la ville au Moyen Âge, Economica, 1993  (ISBN 2-7178-2406-5).
- Un consulat et ses finances : Millau (1187-1461), 2006  (ISBN 2-11-095379-9).
- De l'estime au cadastre en Europe : Le Moyen Âge , 2006  (ISBN 2-11-094789-6).
- Saint-Flour ville d'Auvergne au bas Moyen Âge, Étude d'histoire administrative et financière, 1982.

- Prix Gobert 1983 de l’Académie des inscriptions et belles-lettres.
- Histoire du droit et des institutions dans la France médiévale et moderne, 2010.

## Distinctions
- Chevalier de la Légion d'honneur (2008[4]).
- Commandeur de l'ordre national du Mérite en 2022[5] (officier en 2015[6], chevalier en 2004[7]).
- Commandeur de l'ordre des Palmes académiques
  - officier en 2002[8]
- Commandeur de l'ordre des Arts et des Lettres (2023)[9] ; officier en 2011[10].